# Belantis
Koordinaten: 51° 15′ 7″ N, 12° 18′ 55″ O
Belantis (eigene Schreibweise: „BELANTIS“) ist der größte Freizeitpark in Mitteldeutschland. Der 2003 eröffnete Park liegt in Sachsen, südlich von Leipzig auf der Grenze der Städte Zwenkau und Leipzig, direkt an der Autobahn 38 mit eigener Abfahrt Leipzig-Neue Harth.
Auf der 27 Hektar großen Fläche des ehemaligen Braunkohletagebaus Zwenkau sind acht Themenwelten mit über 60 Attraktionen und Shows, sowie diverse gastronomische Angebote, vertreten. Zu den Attraktionen zählen mehrere Achterbahnen und Wasserfahrten, sowie verschiedenen Themenfahrten, eine Schiffschaukel, ein Irrgarten und diverse Fahrgeschäfte.

## Geschichte
Der Park wurde am 5. April 2003 nach 19 Monaten Bauzeit eröffnet. Nachdem Leipzig von 1914 bis 1932 mit dem Luna-Park am Auensee das „größte Vergnügungsetablissement Deutschlands“ besaß, knüpft Belantis an die Vorkriegsgeschichte an. Die Erstinvestition betrug rund 50 Mio. €. Der Freistaat Sachsen beteiligte sich mit einer Summe von 12,5 Millionen Euro bei den Erschließungskosten des Areals.
Dem Bau ging eine intensive Marktforschung voraus, denn in ganz Ostdeutschland gab es keinen Freizeitpark in der Art von Phantasialand, Hansa-Park, Heide-Park oder dem Europapark Rust. Die Investoren, darunter maßgeblich private deutsche Radiosender (Regiocast, unter anderem Radio SAW, Radio PSR, Radio Schleswig-Holstein, Landeswelle Thüringen und Radio BOB), planten eine große Anfangsinvestition und dann einen stetigen Weiteraufbau von Saison zu Saison, so wie es sich auch in der Geschichte der westdeutschen Parks entwickelt hatte; allerdings soll Belantis durch die hohen Anfangsinvestitionen deutlich schneller ans Ziel kommen.
In der ersten Saison, 2003, zählte der Park 500.000 Besucher, obwohl, bedingt durch die Lage des Parks in einer devastierten Braunkohle-Landschaft, das angepflanzte Grün im Park erst langsam zu sprießen begann. Die zur Verfügung stehende Fläche war dabei mit etwa 50 Hektar so groß, dass man zunächst erst die Hälfte davon in den eigentlichen Park einbezog. Die Besucher kamen insbesondere aus Thüringen, Sachsen, Sachsen-Anhalt, Berlin und Brandenburg, aber auch viele Westdeutsche besuchten Belantis.
In den folgenden Jahren wuchs Belantis stetig mit weiteren Attraktionen und Angeboten, die Besucherzahlen gingen zunächst leicht zurück und stiegen dann wieder. Im Jahr 2010 kamen 578.000 Besucher. Besonders beliebt sind inzwischen die Ostertage zum Beginn der Saison und die Halloween-Tage am Ende der Saison sowie nächtliche Partys wie die SummerOpening-Party. Nach dem Ende der Saison 2012 gab der Park bekannt, dass seit seiner Eröffnung 2003 5,5 Millionen Menschen den Park besucht hatten.
Am 26. Juni 2010 wurde die neue Achterbahn „Huracan“ mit fünf Inversionselementen vom Modell „Euro-Fighter“ des Herstellers Gerstlauer Amusement Rides eröffnet. Die vierte Achterbahn ist die „Cobra des Amun Ra“ im „Tal der Pharaonen“, die am 4. Juli 2015 eröffnet wurde

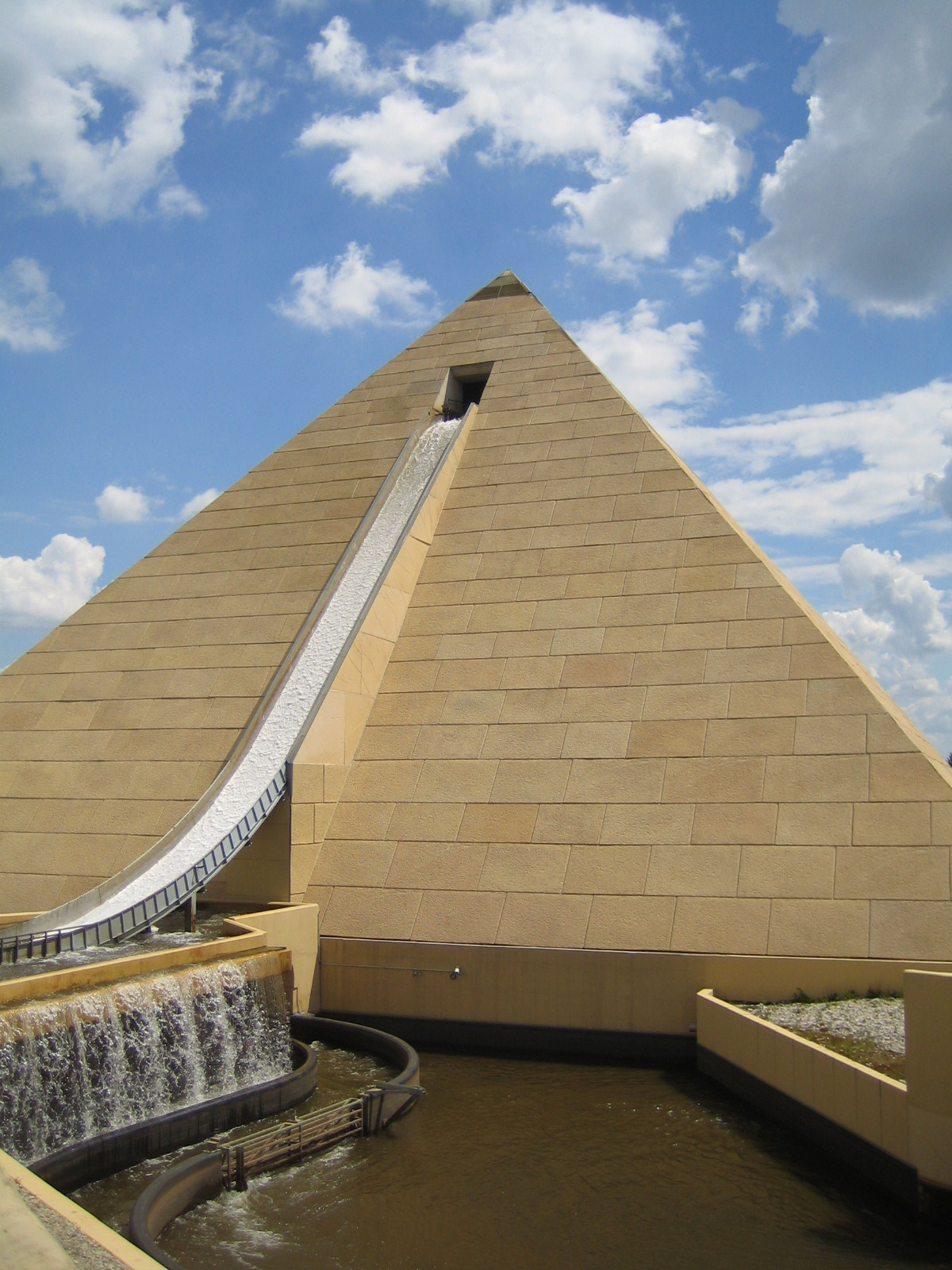
Fluch des Pharao

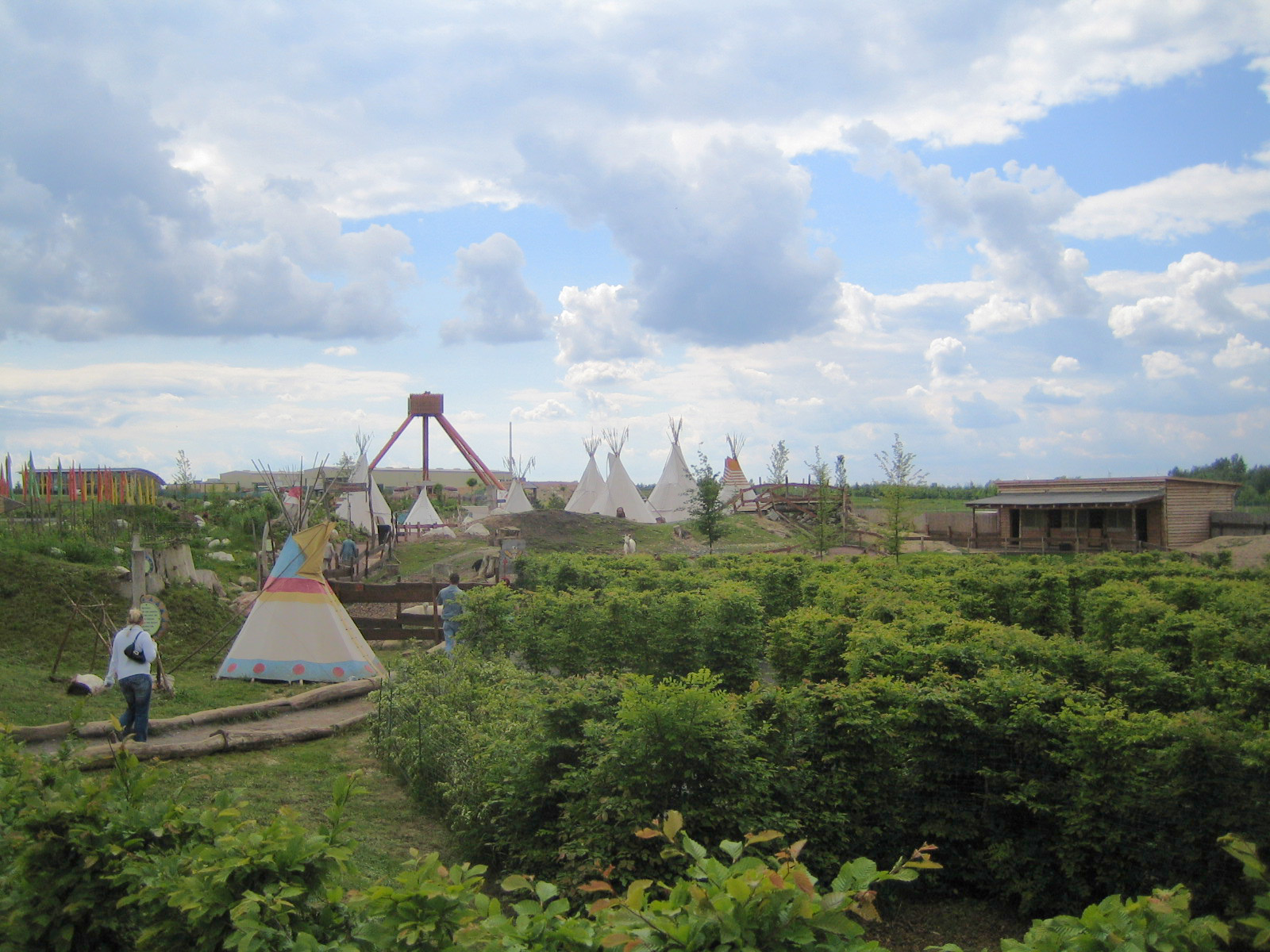
Dorf der Apachen, Juni 2006

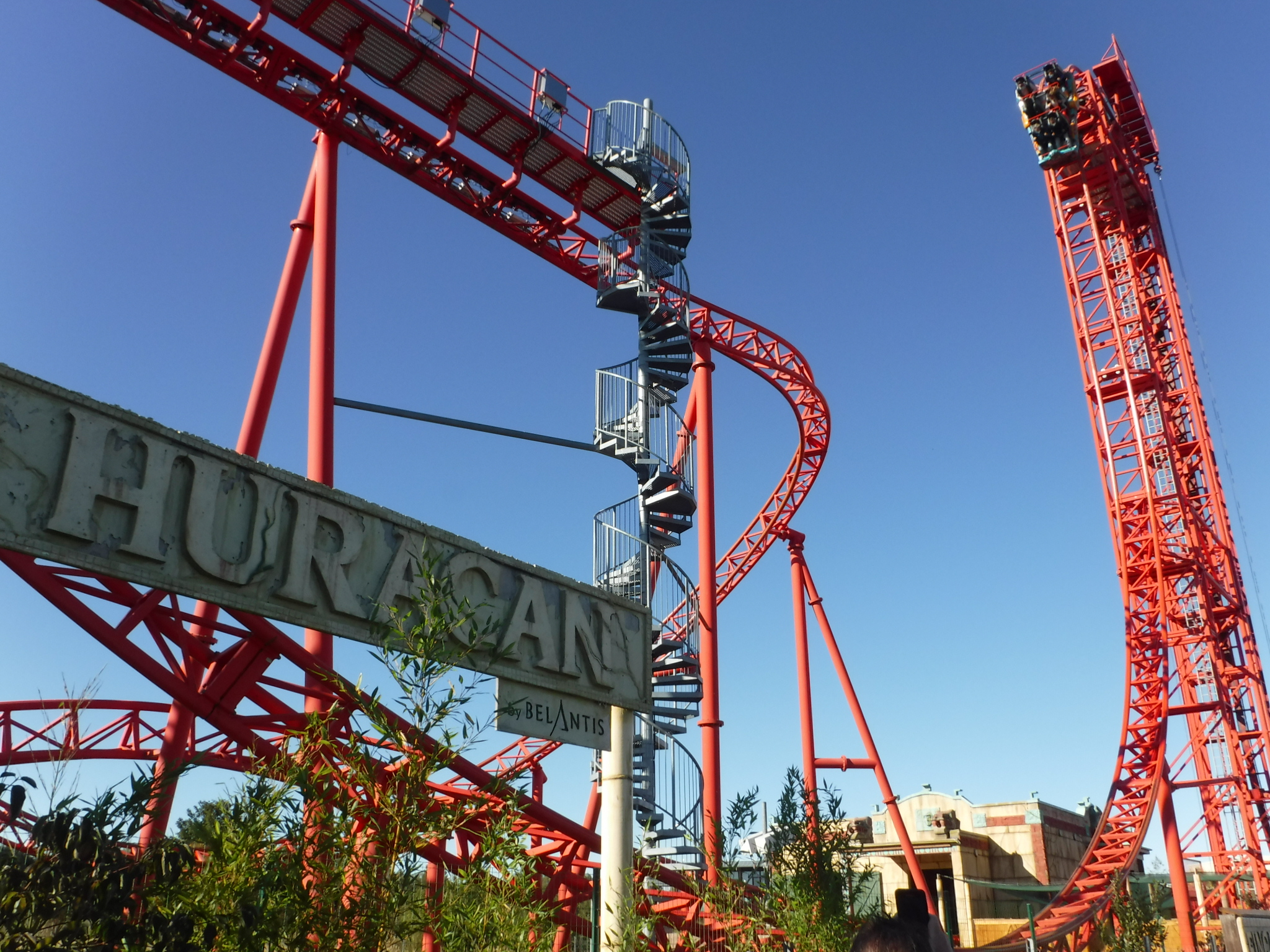
Achterbahn Huracan

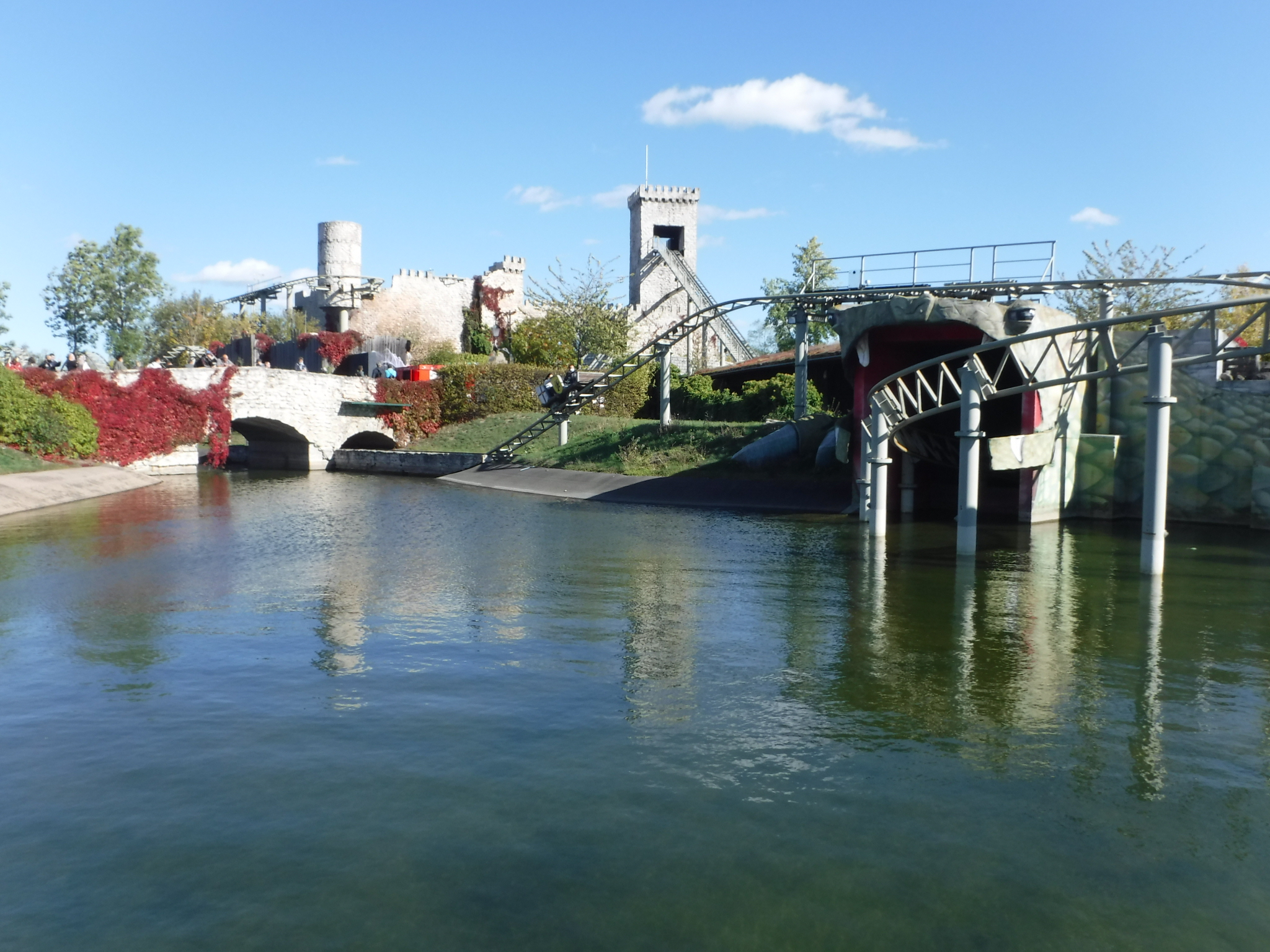
Achterbahn Drachenritt

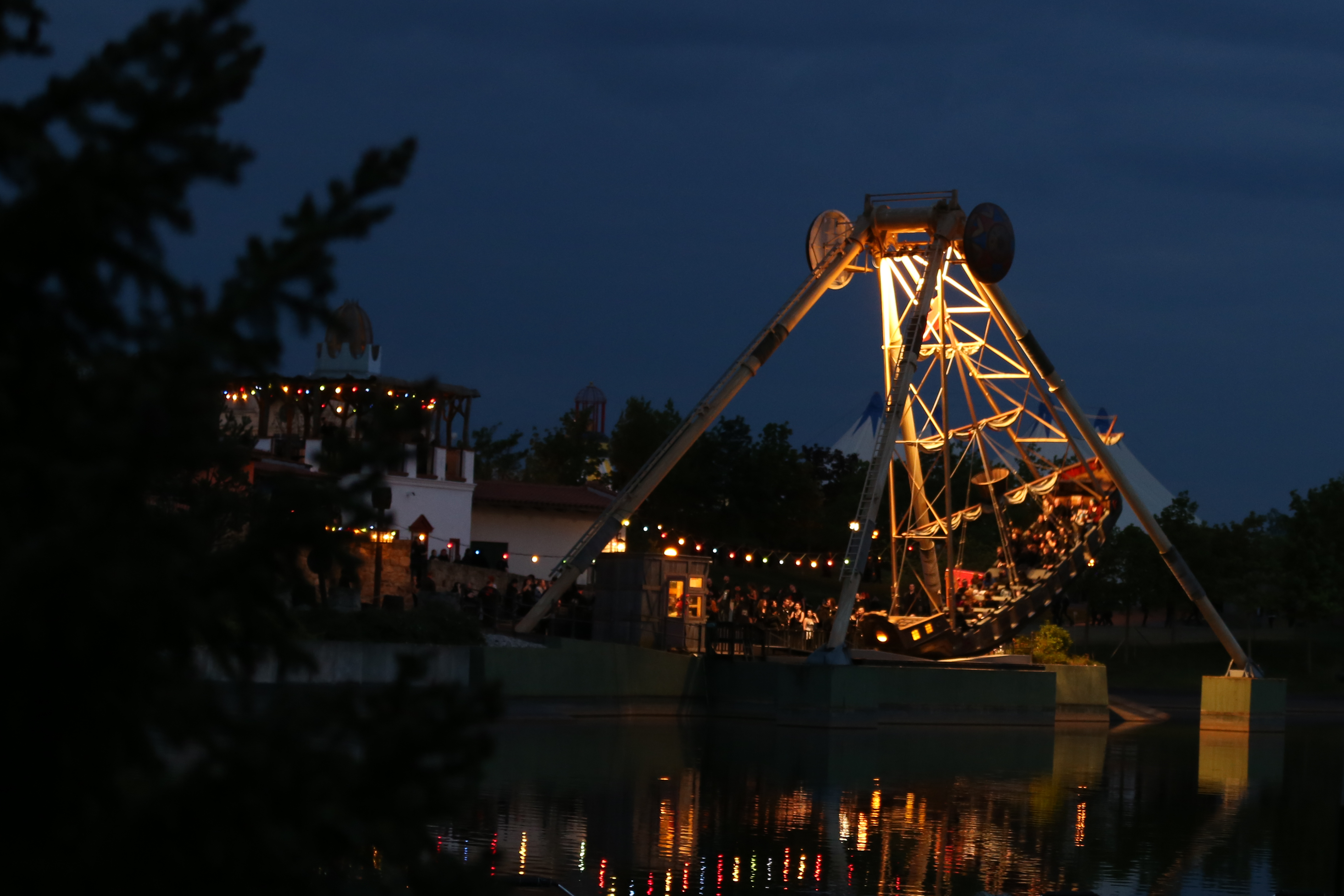
Schiffsschaukel, 2016 bei der Eröffnung des Wave-Gotik-Treffens

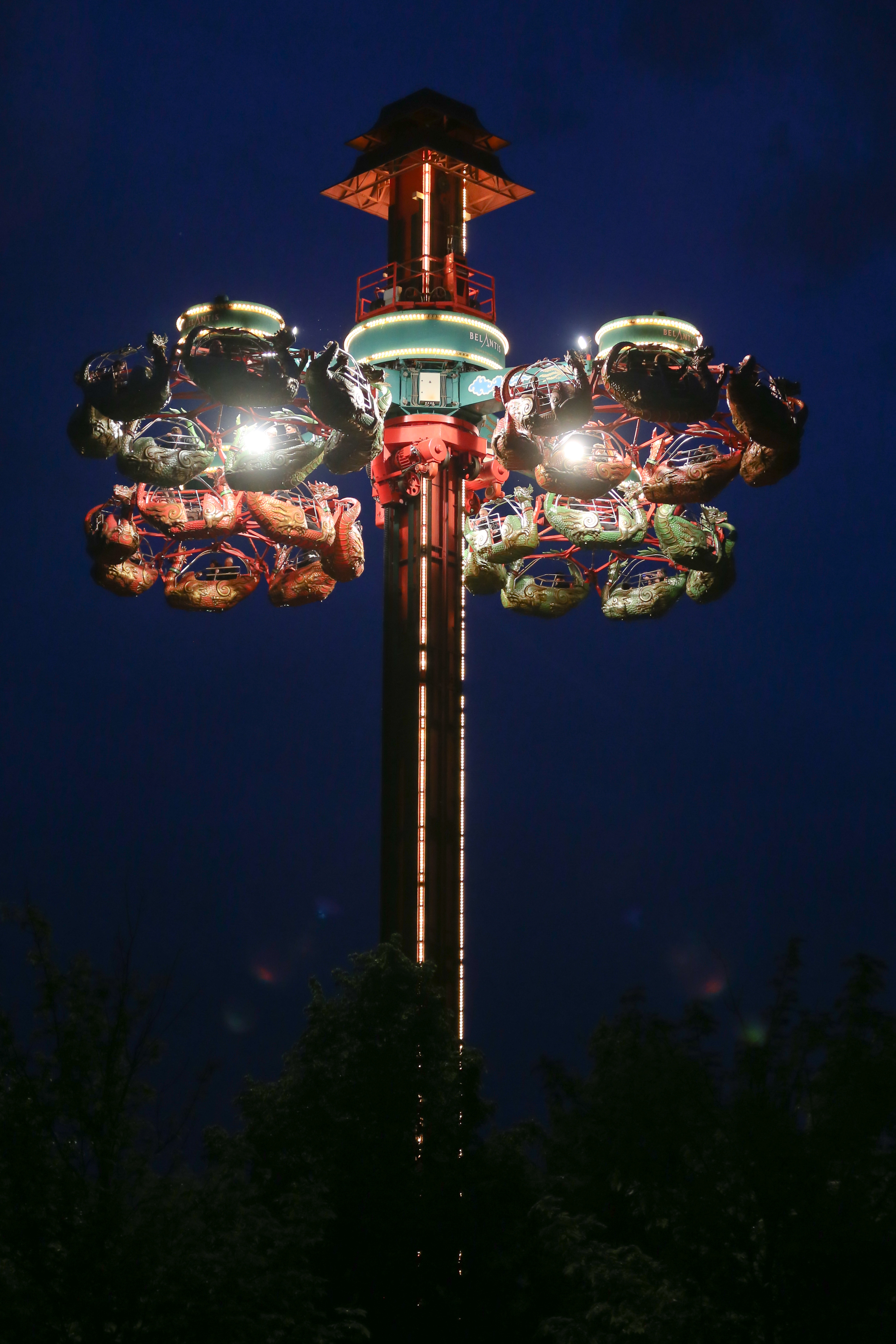
Zu besonderen Anlässen, wie Halloween, ist der Park länger geöffnet

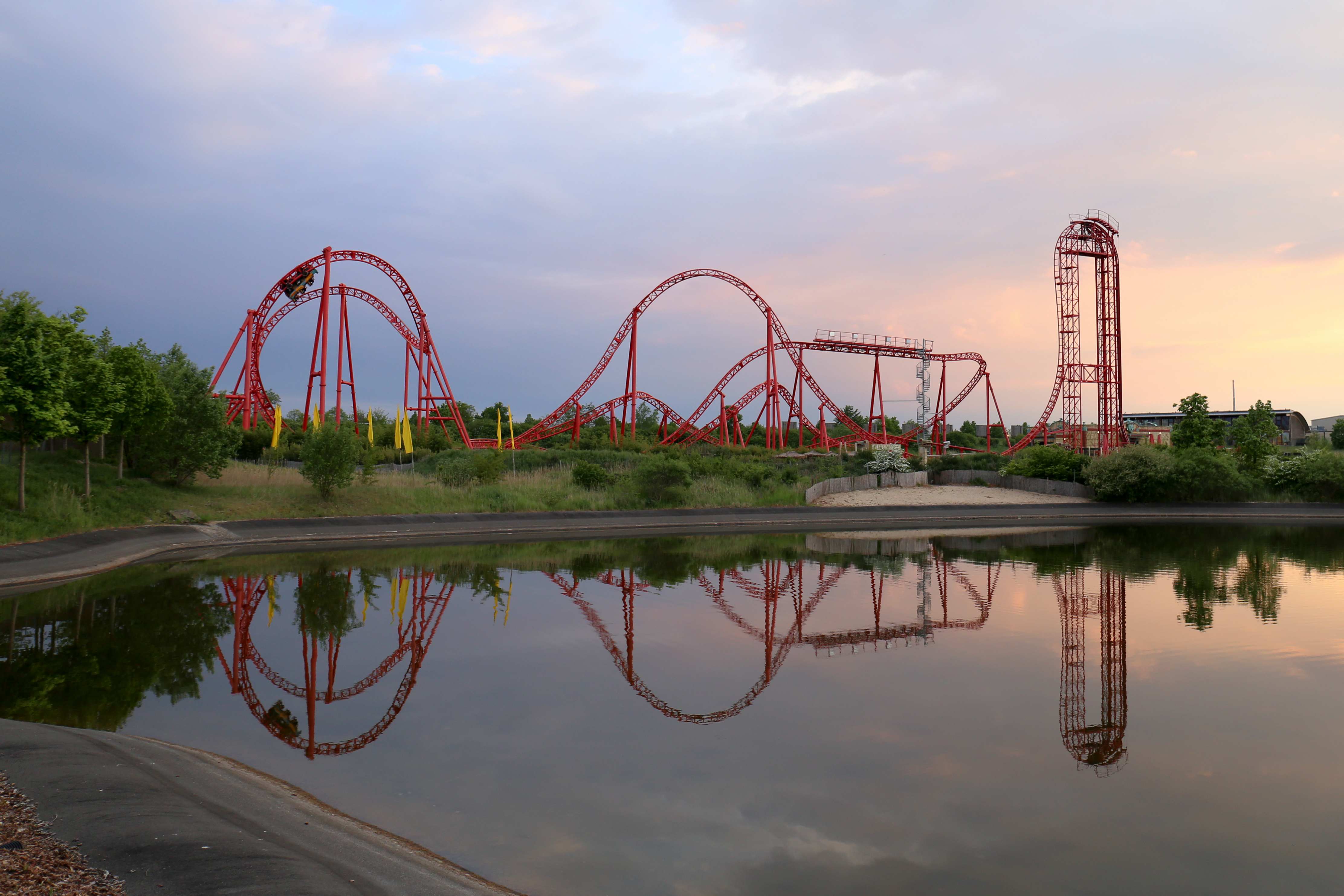
Achterbahn Huracan im Abendlicht, 2016

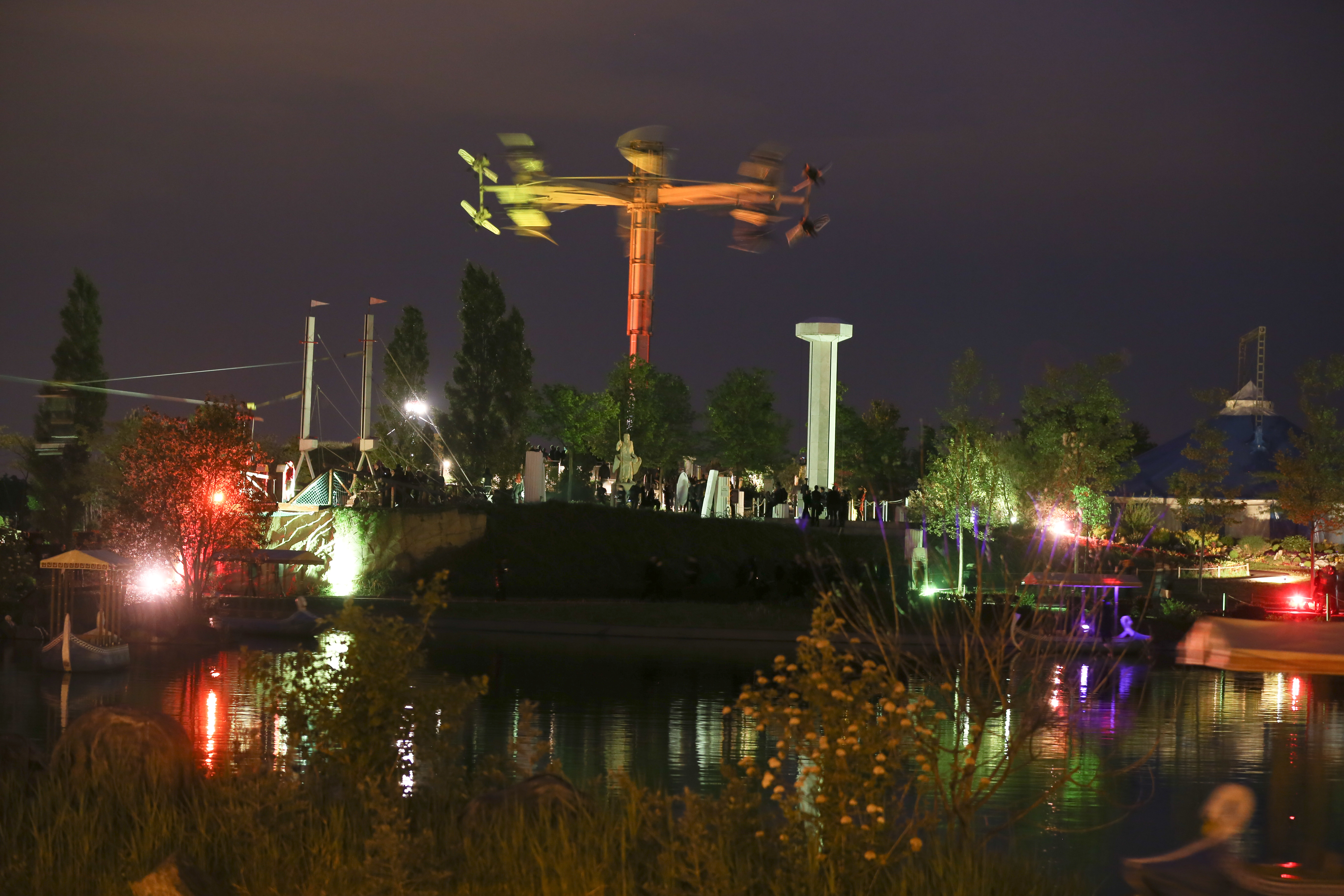
Nachtbeleuchtung, bei der WGT-Eröffnung 2016

Der Umsatz des Freizeitparks lag 2013 bei 9,5 Millionen Euro, 2015 werden 11,3 Millionen Euro erwartet. Dabei machen die Eintrittsgelder etwa 70 Prozent des Umsatzes aus, die Gastronomie etwa 20 Prozent und die Souvenirshops etwa 10 Prozent. Dem stehen zum Beispiel pro Jahr 5 Millionen Euro Personalkosten, 500.000 Euro für Reparaturen und 300.000 Euro Stromkosten gegenüber.
Im Jahr 2016 wurde der Park für die Auftaktveranstaltung des 25. Wave-Gotik-Treffens angemietet, wobei unter anderem zusätzliche Tanzflächen mit DJ-Pult aufgebaut wurden. Eine Sprecherin von Belantis schätzte, dass rund 10.000 Besucher nahezu aller Altersklassen an der Veranstaltung teilnahmen.
Im Februar 2018 wurde der Park an den spanischen Freizeitpark-Betreiber Parques Reunidos verkauft, welcher über 60 Wasser-, Tier- und Freizeitparks weltweit besitzt. Laut Medienberichten lag der Kaufpreis bei 26 Millionen Euro. Der damalige Geschäftsführer und Anteilseigner Erwin Linnenbach hat das Unternehmen verlassen. Neuer Geschäftsführer wurde der Deutsch-Syrer Bazil El Atassi, welcher bereits seit 2014 die Parkleitung innehatte.
Im September 2019 wurde bekannt, dass Parques Reunidos mehrheitlich von der Piolin BidCo Investment Group übernommen wurde. Damit wurde ein im Frühjahr 2018 abgegebenes Übernahmeangebot offiziell bestätigt. Piolin BidCo besteht aus den drei Investmentunternehmen EQT Partners, Miles Capital und Alba Capital Partners. Geführt wird die Gruppe von der schwedischen Wallenberg-Familie.
Im April 2025 wurde Belantis vollständig von der Compagnie des Alpes, zu der auch neun andere Freizeitparks inkl. der drei Walibi-Parks gehören, für einen Kaufpreis von 22 Millionen Euro übernommen.

## Themenbereiche
Attraktionen, Shows, Restaurants und Shops sind acht verschiedenen Themenwelten zugeordnet:
Schloss Belantis
- Schloss-Casino
- Buddels Kinder-Jahrmarkt, Historischer Jahrmarkt u. a. mit einem Kettenkarussell sowie einer Kindereisenbahn
- Artisten 1x1 für Groß und Klein, Artistikshow
- Schloss-Café
- Schloss-Laden

Tal der Pharaonen
- Fluch des Pharao, Wildwasserfahrt aus Europas größter Pyramide
- Cobra des Amun Ra, Achterbahn
- Wüstenrallye, Kinderautorennen
- Wüstenexpedition, Sandspielplatz mit Ausgrabungsstätte
- Wüstenbagger, Kinderbagger
- Snackoase, Imbiss
- Foto Morgana, Foto- und Souvenir-Shop

Strand der Götter
- Götterflug, Sky Roller
- Poseidons Flotte, Rasantes Wasserkarussell
- Säule der Athene, Panorama-Turm
- Flug des Ikarus, Mini-Seilbahn
- Fahrt des Odysseus, Bootsfahrt / Tow boat ride
- Arena des Zeus, jährlich wechselnde Show

Land der Grafen
- Drachenflug, Höhenflugturm
- Gletscher-Rutscher, Riesenrutsche
- Silberwäsche, Schürfen von Silbernuggets
- Tour de Franz, Wackelräder
- Küstenrallye, Kinderautorennen
- BELANTIS-Waldlehrpfad, Auf den Spuren der Natur
- Märchenstunde, Kinder-Mitmach-Show
- Alter Marktplatz mit Pulverschänke
- Silbermünze, Souvenir-Shop

Insel der Ritter
- Drachenritt, Familien-Achterbahn
- Robins Versteck, Abenteuerspielplatz
- Verlies des Grauens, Mystisches Abenteuer auf Merlins Spuren, Mad House
- Labyrinth von Avalon, Irrgarten
- Tucks Bratenfeuer, Rittergrill
- Fotoschmiede, Foto- und Souvenir-Shop

Küste der Entdecker
- Capt'n Black's Piratentaufe, Freifallturm für Kinder
- Black Pirate, Interaktives Spiel- und Abenteuerschiff
- Santa Maria, Riesen-Schiffsschaukel
- Plantscha Boats, Kindertretboote
- Aqua Plantscha, Wasserspielplatz
- Capt'n Black's Piratenprüfung, Piratenprüfung für Kinder
- Bodega, Mediterranes Restaurant

Prärie der Indianer
- Pfad der Mutigen, Erlebnispfad für junge Indianer
- BELANITUS Rache, Riesenschwungpendel
- Indianer-Kanus
- Tal der Tiere, Streichelzoo
- Indianerschminken
- PowWow, Indianertänze und -lieder zum Mitmachen im „Dorf der Apachen“
- Wild-West-Express, nostalgische Westerneisenbahn für Kinder

Reich der Sonnentempel
- Huracan, Achterbahn, Gerstlauer Eurofighter (Neuheit 2010)
- Huracanito, Kleinkindachterbahn
- Tempelrallye, Kinderautorennen
- Anca, Kindertopspin[16]

Theatro Mobile
mobiler Bühnenwagen mit wechselnden Shows

## Attraktionen

### Achterbahnen
| Name              | Typ                              | Hersteller                 | Eröffnungsjahr | Bemerkungen | Weblinks |
| ----------------- | -------------------------------- | -------------------------- | -------------- | --- | -------- |
| Cobra des Amun Ra | Familienachterbahn               | Gerstlauer Amusement Rides | 2015           | Befindet sich im Themenbereich Tal der Pharaonen.                                                                                            |          |
| Drachenritt       | Stahlachterbahn ohne Inversionen | Gerstlauer Amusement Rides | 2003           | Befindet sich im Themenbereich Insel der Ritter. Ist nach G’sengte Sau im Erlebnispark Tripsdrill der zweite Bobsled Coaster in Deutschland. |          |
| Huracan           | Stahlachterbahn mit Inversionen  | Gerstlauer Amusement Rides | 2010           | Ist nach Flucht von Novgorod im Hansa-Park der zweite Euro-Fighter in Deutschland.                                                           |          |
| Huracanito        | Kinderachterbahn                 | Gerstlauer Amusement Rides | 2014           | |          |

### Wasserbahnen
| Name               | Typ           | Hersteller       | Eröffnung |
| ------------------ | ------------- | ---------------- | --------- |
| Gletscher-Rutscher | Rutsche       | Metallbau Emmeln | 2003      |
| Fluch des Pharao   | Flume Rafting | Hafema           | 2003      |
| Fahrt des Odysseus | Tow Boat Ride | Bear Rides       | 2003      |
| Indianer Kanus     | Kanufahrt     |                  | 2006      |

### Sonstige Attraktionen
- Poseidons Flotte (Wasser-Karussell)
- Santa Maria (Schiffschaukel)
- Belanitus Rache (Frisbee)
- Götterflug (Sky Roller)
- Drachenflug
- Buddel-Tanz (Dampfkarussell)
- Capt'n Black Bird's Piratentaufe (Freefall-Tower)
- Säule der Athene
- Verlies des Grauens (Mad House)
- Wüstenritt
- Segway-Parcours (aktuell eingestellt)
- Tempelrallye (Bobby-Car Parcours)
- Wild-West-Express (Kinder-Eisenbahn)
- Flug des Ikarus
- Fort Feuerwasser (Tellerschaukel)
- Anca (Kindertopspin)[16]

## Besucherzahlen
| 2012    | 2013    | 2015    | 2016    | 2024    |
| ------- | ------- | ------- | ------- | ------- |
| 570.000 | 520.000 | 550.000 | 630.000 | 300.000 |

## Medien
Der Park bildete die Kulisse für zahlreiche Fernsehserien, unter anderem für:
- die Tatort-Folge Atlantis im Jahr 2003[26]
- sowie SOKO Leipzig (2017)[27]

## Fernansichten

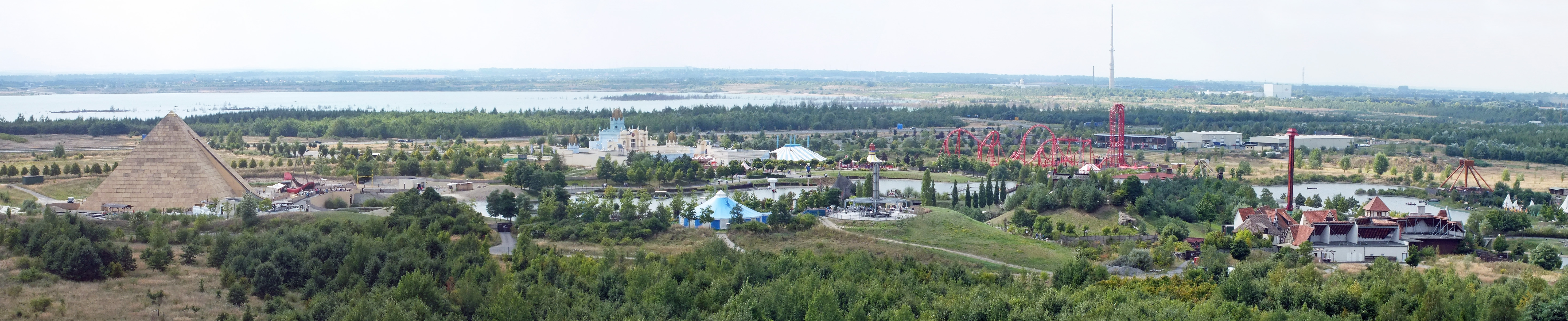
… und mit Blick auf den Zwenkauer See, vom Aussichtsturm Bistumshöhe (2013)

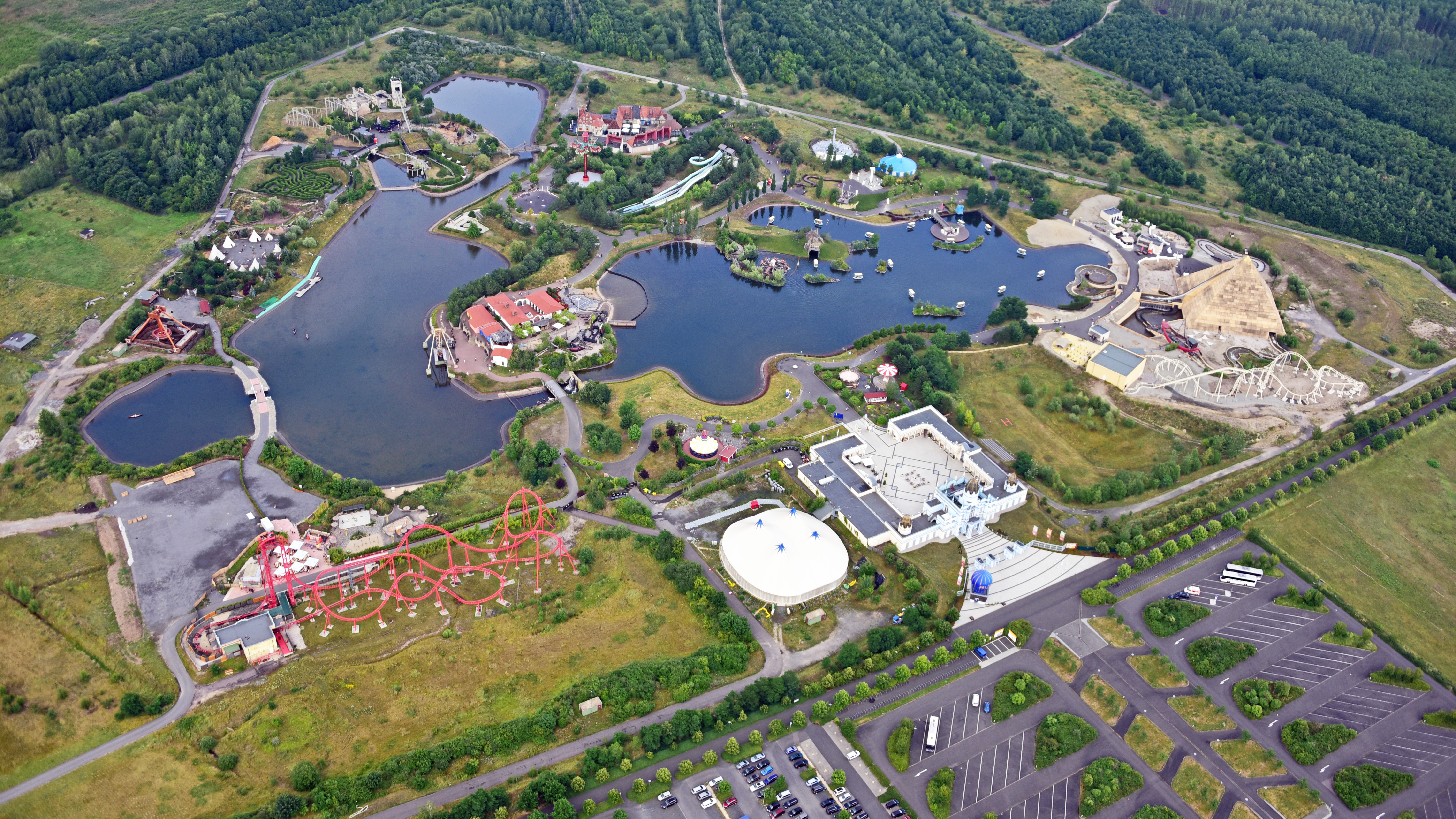
Belantis, Luftaufnahme (2017)